# ゴシック小説

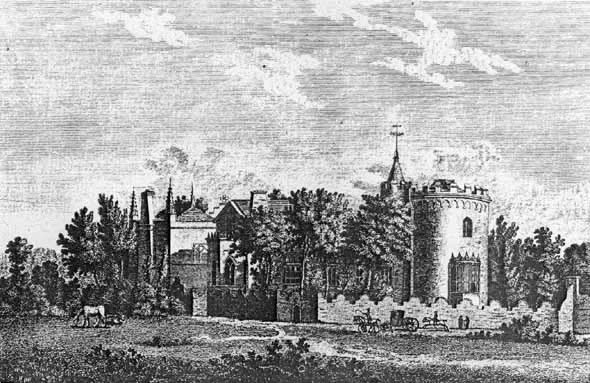
ゴシック小説を作り出したとされるホレス・ウォルポールのストロベリー・ヒル・ハウス

ゴシック小説（ゴシックしょうせつ）とは18世紀末から19世紀初頭にかけて流行した神秘的、幻想的な小説。ゴシック・ロマンス（Gothic Romance）とも呼ばれ、その後ゴシック・ホラーなどのジャンルも含むことがあり、今日のSF小説やホラー小説の源流とも言われる。

## ゴシック・ロマンスの流行
イギリスの作家ホレス・ウォルポールの『オトラント城奇譚』（1764年）がゴシック小説の先駆とされる。イギリスでは16、17世紀には大陸から輸入されたロマンスやピカレスクが盛んに読まれたが、その後はリアリズム小説の流行で下火になる。ウォルポールは別荘のストローベリ・ヒル・ハウスを改築して自分好みの中世ゴシック風（ゴシック・リバイバル建築）に仕立てた。またある日に見た夢をもとに中世の古城を舞台にした幻想的な小説『オトラント城奇譚』を書いた。ストローベリ・ヒルと、第2版で「あるゴシック物語(A Gothic Story)」とサブタイトルの付けられた『オトラント城奇譚』は、ゴシック・リヴァイヴァルの契機となるとともに、ゴシック趣味の流行に決定的な影響を与えた。
次いでクララ・リーヴ『老英男爵』（1777年）、東洋趣味的なウィリアム・トマス・ベックフォード『ヴァテック』（1786年）、『森のロマンス』（1792年）、アン・ラドクリフ『ユードルフォの秘密』（1794年）、マシュー・グレゴリー・ルイス『マンク』（1795年）、『イタリアの惨劇』（1797年）、チャールズ・ロバート・マチューリン『放浪者メルモス』（1820年）、ジェイムズ・ホッグ 『悪の誘惑』 （1824） など、幽霊や怪物、その他の超自然的な現象を登場させたり、イメージとして指し示すような作品が書かれた。フランス革命思想の影響を受けた思想家ウィリアム・ゴドウィンの『ケイレブ・ウィリアムズ』（1794年）は、その政治思想を反映しながら当時の冒険小説や騎士道物語の影響を受けた犯罪小説風のゴシック小説となっている。

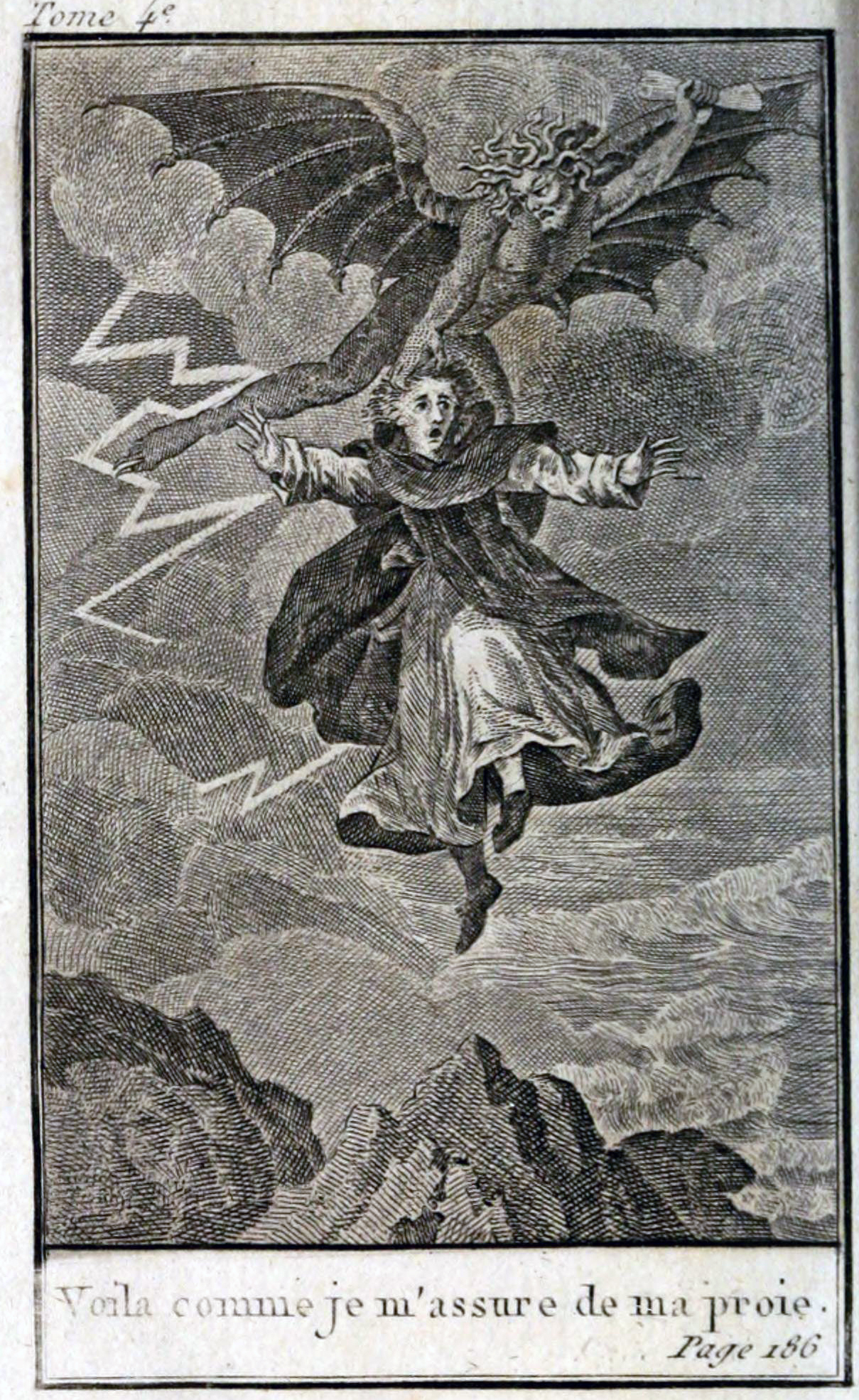
『マンク』1811年刊行版挿絵

これらは当時の他の文学作品と同じく巡回文庫、チャップ・ブックによって広く読まれ、チャップ・ブックではダイジェスト版の他にそれ用の創作も多く出回った。モンタギュー・サマーズ『ゴシック小説書誌』（1940年）では、フランソワーズ・トマス・バクラール・ダルノウの1745年の作品から、エライザ・ウィンスタンリの1860年の作品まで、数百冊がゴシック小説として数えられている。
これらの作品は「恐怖派(The school of Terror)」とも呼ばれ、それまでの幻想的な作品が信仰や伝承、迷信の世界を描いたのに対して、超自然的な驚異にまつわる恐怖やサスペンスを主題にしており、近代小説の手法によるロマンスとも言える。多くがイギリスではない大陸を舞台にしているところも特徴の一つである。ウィリアム・ゴドウィンの娘メアリ・シェリーの『フランケンシュタイン』（1818年）では人造生命という、純粋に空想の所産による恐怖を生み出した点でも画期的である。

## 時代背景

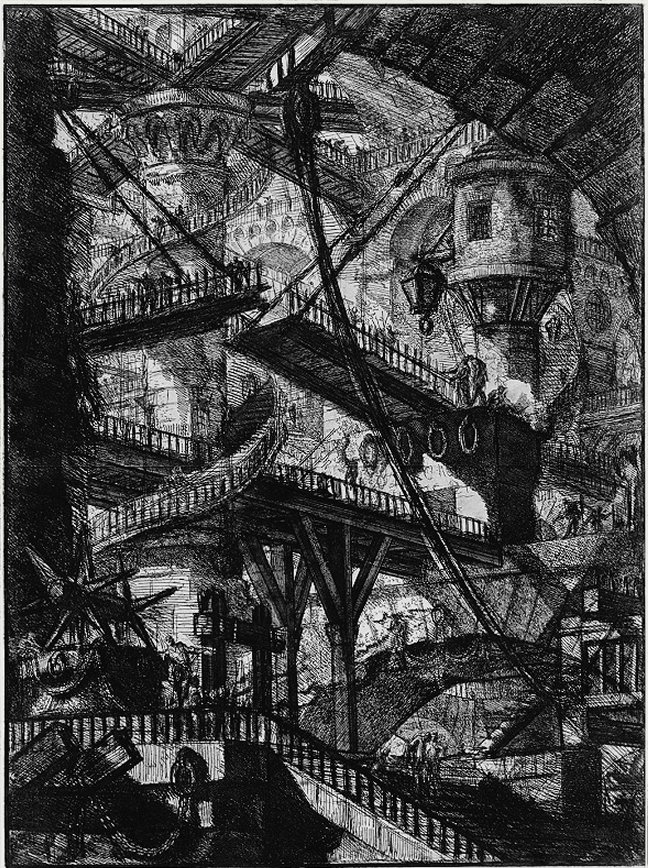
ピラネージ「牢獄 6」(1745,1761)。イギリス式庭園とゴシック趣味から生まれたピラネージの版画の幻想的な建築は、ウォルポールやベックフォードも愛好した。

ゴシック的嗜好は、1740年代には墓場派と呼ばれる詩人たちに現れており、その一人トマス・グレイはウォルポールの友人でもあった。また当時イギリス式庭園にゴシック風が折り込まれ、またピクチャレスクの要素としてゴシック建築の廃墟が描かれることが一つの様式となっており、マクファーソン『オシアン』が広く読まれるなどロマン主義的な美意識も時代的感性として育っていた。18世紀イギリスの流行であるサミュエル・リチャードソンなどの感傷小説(Sentimental Novel)で登場する薄幸の乙女の成長は、ゴシック・ロマンス作品では「迫害される乙女」テーマとして取り入れられている。イギリスでは16世紀にヘンリー8世により多くの修道院が廃止され、廃墟となったり転用された修道院の建物が多く残っており、これらが作品の格好の舞台となった。
19世紀初頭になると、ファンタスマゴリアと呼ばれる幻灯機の興行が始まり、幽霊や怪奇現象を映像として見せる、小説よりも強烈な刺激として人々を惹き付け、次いで大衆雑誌の興隆の中で残虐な犯罪実話を元にした娯楽読物に人気が集まるなどしたことで、ゴシック・ロマンスの人気は終焉する。

## ゴシックの系譜
『ケイレブ・ウィリアムズ』は隠された事件を解き明かしていく過程により、推理小説の原型とも言われる。ロマン派詩人のコールリッジ「老水夫の唄」「クリスタベル」「クーブラ・カーン」、キーツ「蛇女」「残忍美女」、シェリー「ザストロッツィ」などは、ゴシック小説中の幻想が用いられている。ジェーン・オースティン『ノーサンガー・アビー』は、ゴシック小説好きな主人公の少女が中世の僧院だった屋敷に招待されるという、ゴシック小説のパロディーの要素も組み込まれている。
イギリスでの流行は19世紀初めに終わるが、フランスでは『オトラント城奇譚』が1767年に翻訳されて以来ゴシック小説は大いに読まれて、サド侯爵「小説論」（『恋の罪』）で『マンク』が礼賛され、またシャルル・ノディエが影響を受けた作品を書いた他、ガストン・ルルー『オペラ座の怪人』（1911年）などが生まれ、フレンチ・ゴシックと呼ばれる。ドイツでもこれらの影響によりゲーテ『ドイツ亡命者の談話』や、シラー『招霊妖術師』、ホフマン『悪魔の霊酒』などが書かれた。アメリカではチャールズ・ブロックデン・ブラウンの『ウィーランド』（1798年）がアメリカン・ゴシック小説の走駆である。また『緋文字』（1850年）のナサニエル・ホーソンや、『アッシャー家の崩壊』（1839年）『大鴉』（1845年）などのE.A.ポーがその系譜を継ぐ作家であり、ハーマン・メルヴィルの「幽霊船」（1855年）などがゴシック小説的作品と言われる。イギリスでもシェリダン・レ・ファニュや、ブラム・ストーカー『吸血鬼ドラキュラ』（1897年）など、この分野の怪奇小説が書かれる。デンマークからアメリカの作家になったカレン・ブリクセンの『七つのゴシック物語』（Seven Gothic Tales, 1934年）がある。

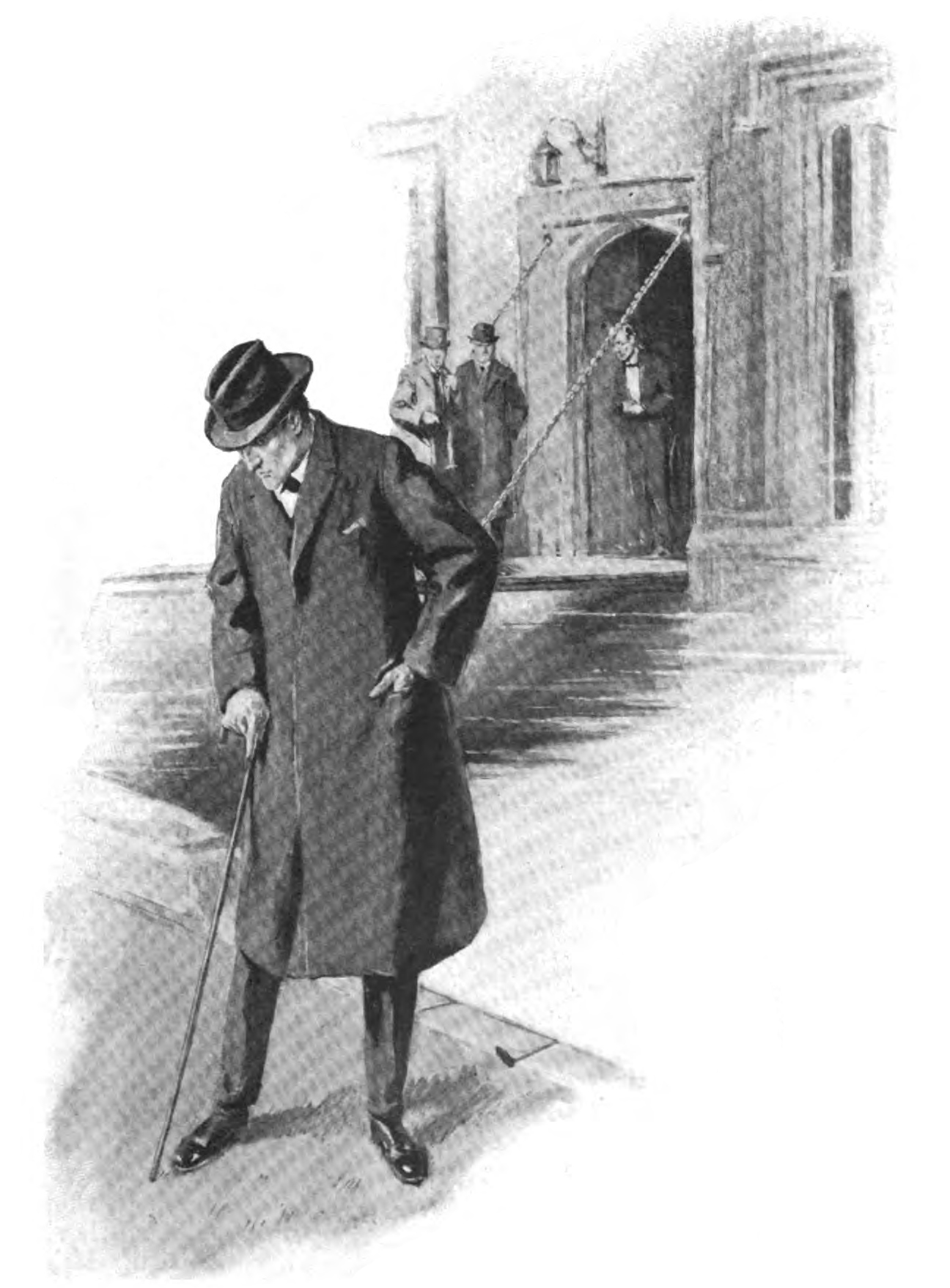
サセックス州バールストンの古い屋敷を舞台にした『恐怖の谷』の『ストランド・マガジン』掲載時のイラスト（Frank Wiles作）

ゴシック小説では礼拝堂、鎧、肖像画などが道具立として使われたが、濠や跳ね橋、秘密の地下道のある古い屋敷は、推理小説ブームの時代においても、A.A.ミルン『赤い館の秘密』（1921年）、コナン・ドイル『恐怖の谷』（1914-15年）などでも舞台とされた。
ゴシック小説的手法を用いた作品として知られるものには、エミリー・ブロンテの『嵐が丘』（1847年）や、トマス・ピンチョン『V.』（1963年）がある。『オトラント城奇譚』は20世紀になるとシュルレアリスト達によって再評価され、特にアンドレ・ブルトンはこの作品が夢から着想を得た点に注目した。アメリカではシャーリイ・ジャクスンら、ゴシック・ノベル、ゴシック・ホラーなどと呼ばれる現代的ゴシック小説が高い人気を保っており、1990年代にはポスト・モダンがE.A.ポーと言われるパトリック・マグラアなどのニュー・ゴシックが注目された。
ゴシック小説定番のモチーフは、怪奇現象、宿命、古城・古い館、廃墟、幽霊などであり、それらは現代のゴシック小説でも継承されている。
映画においても、ケン・ラッセル『ゴシック』（1986年）や、ピトフ『ヴィドック』（2001年）といったゴシック趣味の映画が作られている。

## 主なゴシック小説
- 『ヴァセック』（1786年、ウィリアム・トマス・ベックフォード）
- 『フランケンシュタイン』（1818年、メアリー・シェリー）
- 『ノートルダム・ド・パリ』（1831年、ビクトル・ユーゴー）
- 『ジキル博士とハイド氏』（1886年、ロバート・ルイス・スティーヴンソン）
- 『吸血鬼ドラキュラ』（1897年、ブラム・ストーカー）
- 『ゴーメンガースト』（1946年 - 1959年、マーヴィン・ピーク）